# Loris Chobanian

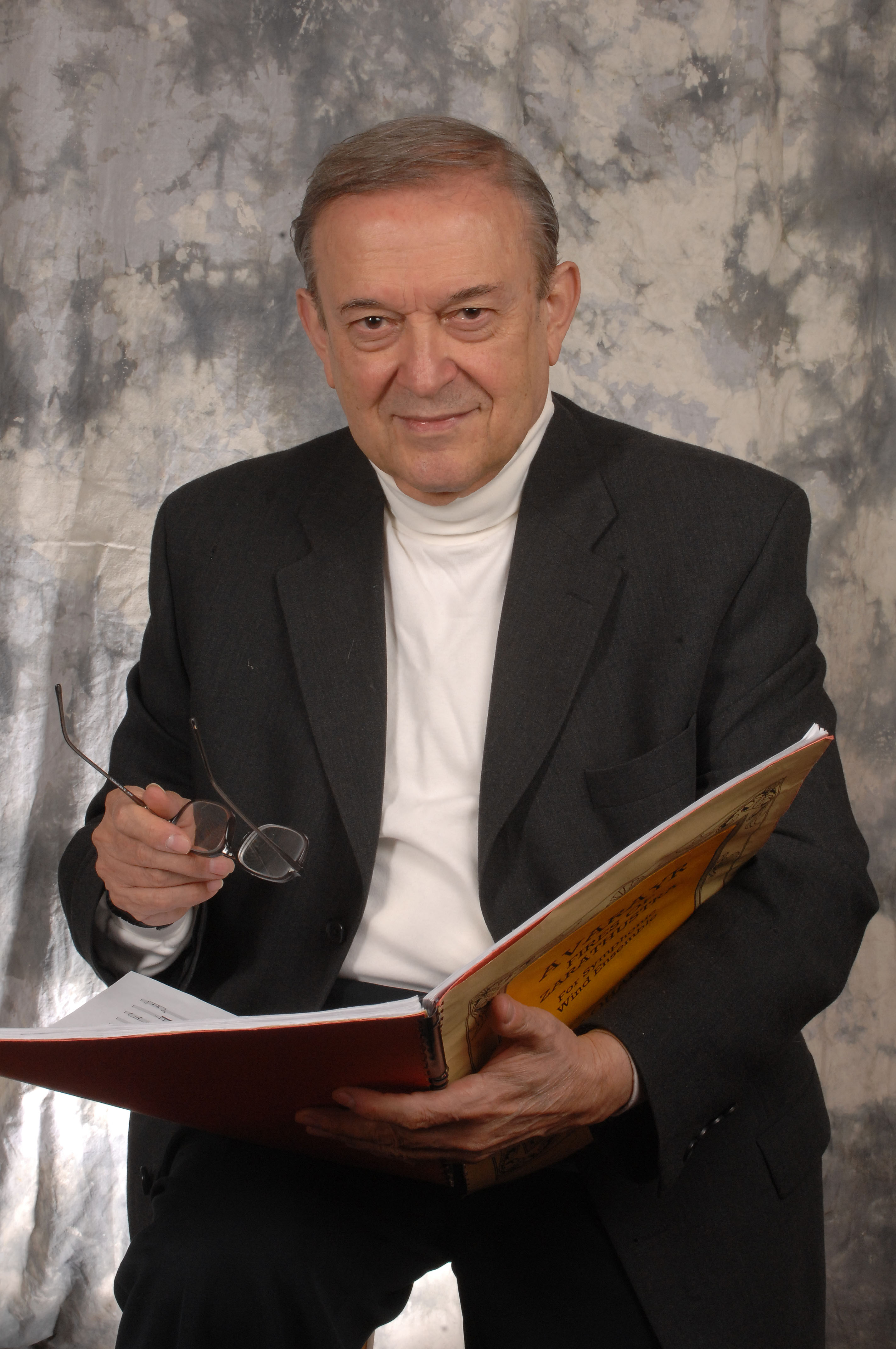
Loris Chobanian, 2009

Loris (Ohannes) Chobanian (* 17. April 1933 in Mosul; † 14. Mai 2023 in Canton, Ohio) war ein US-amerikanischer Komponist, Dirigent, Gitarrist und Musikpädagoge armenischer Herkunft.

## Leben
Chobanian wurde von seinem Vater, einem Musikamateur, in die klassische Musik eingeführt. In den 1950er-Jahren trat er als Gitarrist im Fernsehen in Bagdad auf. 1960 übersiedelte er in die USA und trat auch hier im Fernsehen auf. Ab 1970 wirkte er als Professor für Komposition und Gitarre und Composer in Residence am Baldwin-Wallace-College in Cleveland. 1973 wurde er Leiter der Gitarrenabteilung der American String Teachers’ Association.
Neben Orchesterwerken komponierte Chobanian Kammermusik, Chorwerke und Stücke für sein eigenes Instrument, die Gitarre. In mehreren Werken reflektierte er den Völkermord an den Armeniern am Anfang des 20. Jahrhunderts.

## Werke
- Armenian Rhapsody für Violine und Klavier, 1960
- Bläsertrio, 1961
- Blanca Cuna für Chor und Gitarre, 1961
- Streichquartett, 1962
- Variations für Klavier, 1962
- Intersecting Circles für Altsaxophon und Perkussionsensemble, 1963
- Etude in the form of a Toccata für Klavier, 1963
- Ufer für Orchester, 1964
- Symphonic Dances, für Orchester, 1964
- Nahadagatz - April 24, Symphony in One Movement, 1965
- Bläserquintett, 1966
- Dialogue I für zwölf Blasinstrumente, 1967
- Three Movements für Orchester, 1968
- Dialogue II für Kammerorchester, 1968
- Sumer & Akkad für Kammerensemble, Perkussion und Tanz, 1969
- Concerto für Gitarre und Orchester, 1970
- The Id für sinfonisches Bläserensemble, 1972
- Hommage to a Master für sinfonisches Bläserensemble, 1973
- Capriccio für Klavier und sinfonisches Bläserensemble, 1974
- Canzona für Klavier, 1975
- Soliloquy - Testament of a Madman für Bariton und Orchester, 1976
- Two Pieces for a Young Pianist, 1976
- The Gift- A Christmas Ballet, 1977
- Armenian Dances für sinfonisches Bläserensemble oder Orchester, 1977
- Mesopotamian Festival für sinfonisches Bläserensemble, 1977
- Sonics für vier Gitarren, 1977
- Music for Brass and Timpani, 1978
- Leutenant Kosmusov's Dream für Violine, Cello und Klavier, 1978
- Five Pieces für Gitarre, 1979
- Les trois amis, Fantasie für drei Gitarren, 1980
- Sonnets für Flöte und Gitarre, 1981
- Voyages - Concerto for Trombone and Wind Symphony Orchestra, 1982
- Characters You are Likely to Meet für Cello solo, 1982
- Songs of Ararat für drei Gitarre, 1983
- Tower of Babel für Chor, Bläser, Perkussion und Klavier, 1983
- Animal Crackers für Klavier und Streichorchester, 1984
- Dedication Overture für sinfonisches Bläserensemble, 1984
- Dowland in Armenia für Laute oder Gitarre, 1984/1985
- The Sacred Tree für Orchester, 1985
- Four Legends für Streichorchester, 1985
- Maharaja's Fancy für drei Gitarren, 1986
- Jubilate für Bläserquintett, 1987
- Chaconne Chromatique für zwei Gitarren, 1987
- Ctesiphon für Percussion und Orchester, 1988
- In an Ancient Cathedral für Chor und Perkussion, 1988
- Sinfonietta für Cello und Kammerorchester, 1989
- Timeless Visions für Flöte, Cello und Harfe, 1989
- Souvenir - Homenaje a Andres Segovia für zwei Gitarren, 1989
- Songs of Ararat, 1990
- Ode to Parnassus für Orchester, 1991
- Images-A Picturesque Suite für Flöte und Guitar, 1991
- The Enchanted Forest für Flötenensemble oder Klavier, 1992
- Taqseem - Moorish Mosaics für Gitarre, 1992
- Kaddish for a Young Artist für Chor, 1992
- Resurrection für Orchester, 1993
- KOMITAS-The Tortured Soul für Streichorchester, 1994
- Fantasia for Organ Duo „Bach-Riemenschneider“, 1994
- Dream Sequence für zwei Vibraphone und zwei Marimbas, 1995
- Dream Sequence für vier Gitarren, 1995
- Forum of the Gods für sinfonisches Bläserensemble, 1996
- Miniatures für Cello und Klavier, 1996
- The Snake Charmers für zwei Oboen, zwei Klarinetten und Perkussion, 1996
- Sonata für Gitarre solo, 1996
- Valley of the Sun für sinfonisches Bläserensemble, 1997
- The Enchanted Forest für Orchester und Erzähler, 1998
- Concerto für Cello und Orchester, 1999
- Gates of the Millennium für sinfonisches Bläserensemble, 1999
- Concierto del Fuego (Concerto of Fire) für Gitarre und Orchester, 2001
- Poem für Orchester, 2001
- Four Chronicles – From the Diary of a Composer, 2002
- COLORS – Concerto for Multiple Percussion and Symphonic Wind Ensemble, 2003
- Three Kandinsky Abstracts für Cello solo, 2003
- Concertino für Klavier und sinfonisches Bläserensemble, 2004
- Miniatures für Cello und Orchester, 2005
- Concerto für elektrische Gitarre und Orchester, 2005
- Divertimento für sechs Celli, 2005
- Rhapsody für Altsaxophon und Streichorchester, 2006
- Texturas für Klaviertrio, 2006
- Armenian Rhapsody für Gitarre und sinfonisches Bläserensemble, 2007
- Requiem – April 24 für Chor, Orgel und Posaunen, 2007
- Tango Fantasy für Gitarre und Orchester, 2008